# Charlotte Smith
Charlotte Daniele Smith, po mężu Taylor (ur. 23 sierpnia 1973 w Shelby) – amerykańska koszykarka występująca na pozycji skrzydłowej, po zakończeniu kariery zawodniczej trenerka koszykarska, obecnie trenerka zespołu akademickiego Elon Phoenix.
Została drugą w historii rozgrywek NCAA zawodniczką, która wykonała wsad do kosza podczas meczu, miało to miejsce 4 grudnia 1994, podczas konfrontacji z drużyną uczelni North Carolina A&T.
Jej wujem jest członek Koszykarskiej Galerii Sław – David Thompson.

## Osiągnięcia
Na podstawie, o ile nie zaznaczono inaczej.

### NCAA
- Mistrzyni:
  - NCAA (1994)
  - turnieju konferencji Atlantic Coast (ACC – 1994, 1995)
- Uczestniczka rozgrywek:
  - Sweet 16 turnieju NCAA (1993, 1994, 1995)
  - turnieju NCAA (1992–1995)
- Zawodniczka roku NCAA według ESPN (1995)
- Most Outstanding Player (MOP=MVP) turnieju kobiet NCAA (1994)
- MVP turnieju ACC (1994, 1995)
- Najlepsza pierwszoroczna zawodniczka ACC (1992)
- Zaliczona do:
  - I składu:
    - All-American (1995 przez Kodaka, Associated Press, U.S. Basketball Writers Association)
    - ACC (1994, 1995)
    - turnieju ACC (1994, 1995)

  - składu najlepszych zawodniczek w historii konferencji ACC (ACC's 50th Anniversary team – 2002)
  - Galerii Sław Sportu uczelni Karolina Północna (2015)
- Zespół North Carolina Tar Heels zastrzegł należący do niej numer 23 (1996)

### WNBA
- Wicemistrzyni WNBA (2001)
- Liderka WNBA w skuteczności rzutów za 3 punkty (2004)[4]

### Indywidualne
- MVP:
  - meczu gwiazd ligi włoskiej (1996)
  - tygodnia ABL (11.02.1997)
- Uczestniczka meczu gwiazd:
  - ligi włoskiej (1996)
  - ABL (1998)

### Reprezentacyjne
- Wicemistrzyni:
  - uniwersjady (1995)
  - Ameryki U–18 (1992)
- Zdobywczyni Pucharu Williama Jonesa (1996)

### Trenerskie
Trenerka główna
- Uczestnictwo w turnieju NCAA (2017, 2018)
- Mistrzostwo:
  - turnieju konferencji Colonial Athletic Association (CAA – 2017, 2018)
  - sezonu regularnego CAA (2017)
- Trenerka roku:
  - CAA (2017)
  - regionu III WBCA (2018)

Asystentka
- Uczestnictwo w turnieju NCAA:
  - Final Four (2006, 2007)
  - Elite 8 (2005–2008)
  - Sweet 16 (2005–2008, 2011)
  - 2003–2011
- Mistrzostwo:
  - turnieju konferencji ACC (2005–2008)
  - sezonu regularnego ACC (2005, 2006, 2008)